# Tephroseris jacutica
Tephroseris jacutica là một loài thực vật có hoa trong họ Cúc. Loài này được (Schischk.) Holub miêu tả khoa học đầu tiên năm 1973.